# François Englert
Baron François Englert, belgijski fizik, * 6. november 1932, Etterbeek, Bruselj, Belgija.
Englert je leta 2013 skupaj s Petrom Wareom Higgsom prejel Nobelovo nagrado za fiziko za teoretično odkritje Higgsovega mehanizma, oziroma mehanizma ABEGHHK'tH. Je profesor emeritus Université libre de Bruxelles (ULB), kjer je član Service de Physique Théorique.